# Sidiailles
Sidiailles é uma comuna francesa na região administrativa do Centro, no departamento Cher. Estende-se por uma área de 31,25 km². Em 2010 a comuna tinha 303 habitantes (densidade: 9,7 hab./km²).